# 孟易
孟易（1487年—？），字希周，山東臨清衛軍籍，山西平陽府蒲州人，明朝政治人物。

## 生平
正德十一年（1516年）丙子科山東鄉試第二十名舉人，十六年（1521年）中式辛巳科會試第三百五名，二甲第八十九名進士。嘉靖元年（1522年）二月選南京四川道監察御史，出為陝西布政使司右參議，十一年（1532年）四月升陝西按察司副使，升陝西行太僕寺卿。

## 家族
曾祖孟顥；祖父孟英，義官；父孟進，知縣。母黃氏。具慶下。兄孟春，弟孟詩、孟書、孟禮。